# Aérodrome de Pérouges - Meximieux
 (avril 2025).
Si vous disposez d'ouvrages ou d'articles de référence ou si vous connaissez des sites web de qualité traitant du thème abordé ici, merci de compléter l'article en donnant les références utiles à sa vérifiabilité et en les liant à la section « Notes et références ».
L’aérodrome de Pérouges - Meximieux (code OACI : LFHC) est un aérodrome ouvert à la circulation aérienne publique (CAP), situé à 3,5 km au sud de Pérouges dans l’Ain (région Auvergne-Rhône-Alpes, France).
Il est utilisé pour la pratique d’activités de loisirs et de tourisme (aviation légère).

## Histoire
A découvrir sur le site internet de l'aéroclub

## Installations
L’aérodrome dispose d’une piste en herbe orientée sud-nord (16/34), longue de 690 mètres et large de 60.
L’aérodrome n’est pas contrôlé. Les communications s’effectuent en auto-information sur la fréquence de 119,785 MHz.
L’avitaillement en carburant (91UL) est possible.

## Activités
- Aéroclub de Pérouges